# ژوزف کاسا-ووبو
ژوزف کاسا-ووبو (فرانسوی: Joseph Kasa-Vubu‎; زاده ۱۹۱۰ – درگذشته ۲۴ مارس ۱۹۶۹) سیاست‌مدار اهل جمهوری دموکراتیک کنگو بود.
وی اولین رئیس‌جمهور کشور جمهوری کنگو از سال ۱۹۶۰ تا ۱۹۶۵ بوده‌است، امروزه این کشور با نام جمهوری دموکراتیک کنگو نامیده می‌شود. کاسا-ووبو در ژوئن ۱۹۶۵ توسط موبوتو سسه سوکو از ریاست جمهوری برکنار شد و تحت حبس خانگی قرار گرفت و چهار سال بعد در سال ۱۹۶۹ در بیمارستان شهر بوما درگذشت.

## نگارخانه

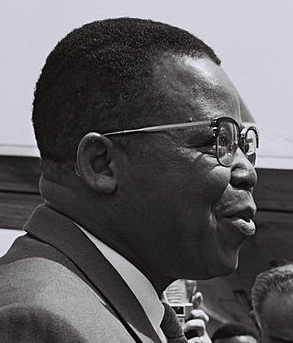
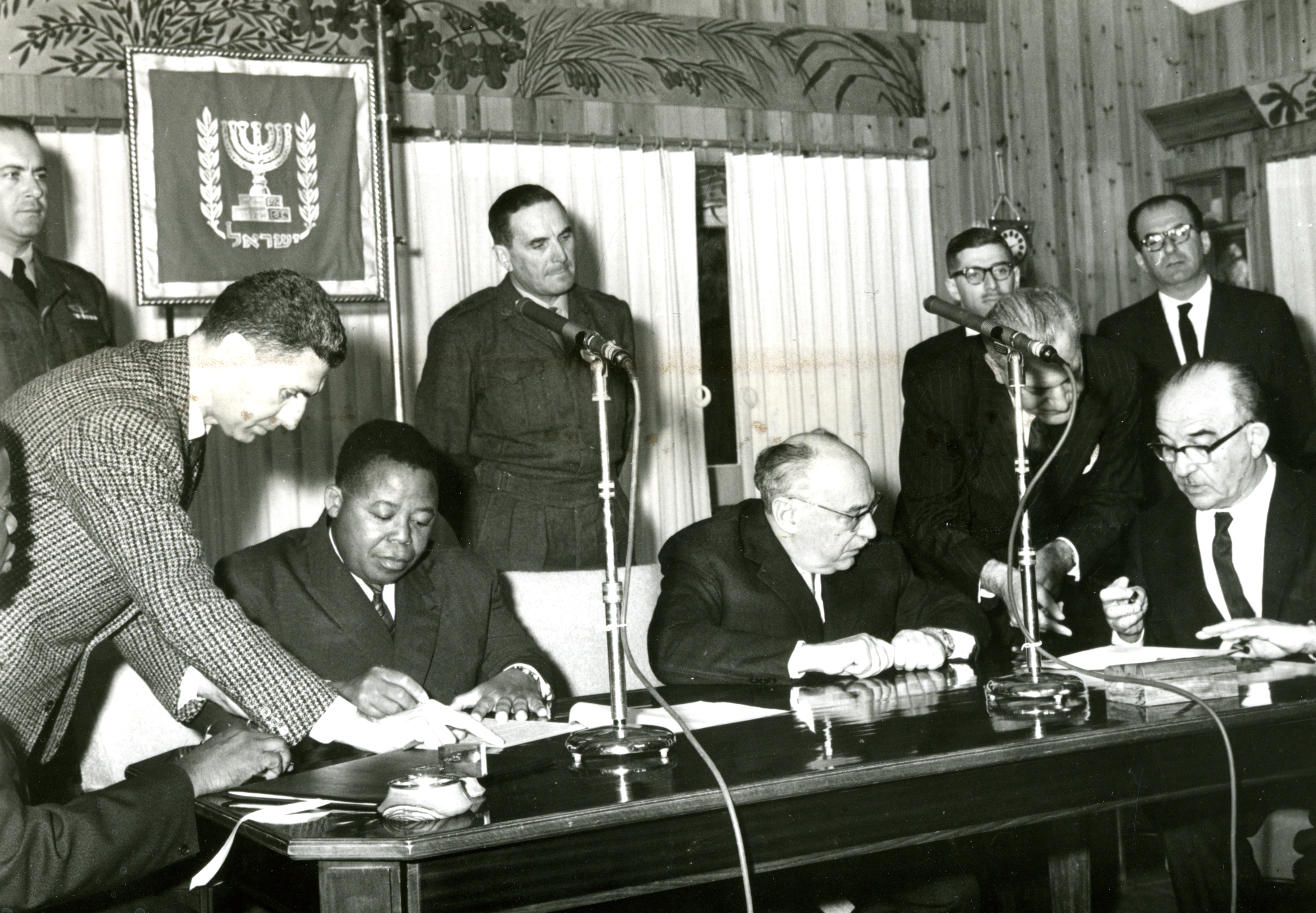
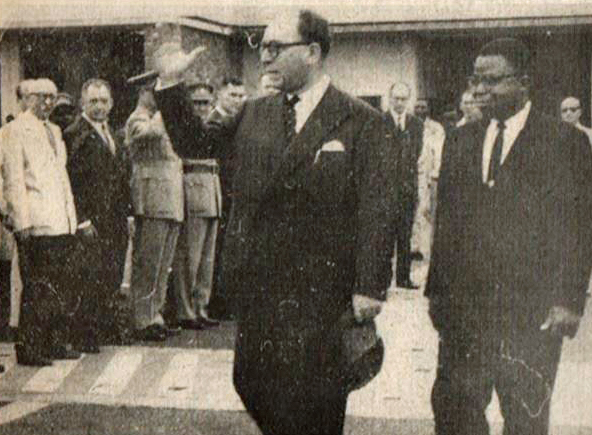